# Kalajoki
Kalajoki è una città finlandese di 12335 abitanti, situata nella regione dell'Ostrobotnia Settentrionale.
È nota in tutta la Finlandia per le vacanze estive, i chilometri di spiaggia fine e le dune sabbiose. Qui si trova un ricco parco giochi (JukuJukuMaa), un campo da golf, discoteche e un albergo termale dotato di ogni comfort. 
La natura mostra il suo aspetto marittimo più docile; la spiaggia più bella si chiama Särkät e si trova a 6 km a sud del centro. 
Di importanza turistica vi sono anche i remoti isolotti di Makkale e Ulkokalla: il primo esiste solo dal XV secolo, quando emerse dal mare. Le isole non hanno residenti permanenti ma solo casette di pescatori e una chiesetta in legno. Non vi è luce elettrica, acqua corrente o strade. Sia la costa che le isole sono mete degli appassionati di birdwatching.
Dal 2009 comprende anche l'ex comune di Himanka.